# Castle Horneck
Castle Horneck (auch: Iron Castle; frühneuenglisch: Castle Hornocke) ist ein aus einer mittelalterlichen Burg hervorgegangener Herrensitz in der Nähe von Penzance in der englischen Grafschaft Cornwall. Die Burg soll die Familie Ives im 12. Jahrhundert errichten haben lassen.